# Teofan (Bystrow)
Teofan, imię świeckie Wasilij Dmitrijewicz Bystrow (ur. 1 stycznia?/13 stycznia 1873 w Podmoszu, zm. 19 lutego 1940 w Limeray) – rosyjski biskup prawosławny.

## Życiorys

### Działalność w Rosji
Był synem kapłana prawosławnego. Ukończył seminarium duchowne w Petersburgu, zaś w 1896 także Petersburską Akademię Duchowną. Po uzyskaniu dyplomu kandydata nauk teologicznych został zatrudniony w Akademii jako stypendysta profesorski, od 1897 pracował w katedrze historii biblijnej. W 1898 złożył wieczyste śluby mnisze, po czym został wyświęcony na hierodiakona i hieromnicha. W 1901 otrzymał godność archimandryty.
W 1905 uzyskał tytuł magistra teologii, został inspektorem Akademii Petersburskiej oraz uzyskał tytuł profesora nadzwyczajnego. Od 4 lutego 1909 do 1910 był rektorem Akademii. 22 lutego 1909 miała miejsce jego chirotonia na biskupa jamburskiego, wikariusza eparchii petersburskiej. Głównym konsekratorem w czasie ceremonii był metropolita petersburski Antoni.
Mistyk i asceta, należał do opiekunów duchownych rodziny carskiej. Na dwór został wprowadzony przez wielką księżną Rosji Milicę, która podzielała jego głębokie zainteresowania literaturą mistyczną i ascetyczną. W 1903 poznał nowo przybyłego do Petersburga Grigorija Rasputina i uwierzył w jego dar przewidywania przyszłości, pozwalając mu nawet zamieszkać w swoim domu. Jednak wbrew ocenom wielu historyków, powtarzanym za wspomnieniami współczesnych, Teofan nie wprowadził Rasputina na carski dwór.
W 1910 został biskupem taurydzkim i symferopolskim. Dwa lata później został przeniesiony na katedrę astrachańską i jenotajewską. Jego usunięcie z Petersburga miało związek ze zmianą stosunku Teofana do Rasputina. Dowiedziawszy się, iż ten ostatni prowadzi rozpustne i wystawne życie, biskup otwarcie uznał go za oszusta i wystąpił przeciwko niemu. W rezultacie stracił łaskę rodziny carskiej. W 1910 doznał paraliżu nerwu twarzowego. W 1913 przeniesiony na katedrę połtawską i perejasławską.
W 1918 otrzymał godność arcybiskupią.

### Na emigracji
Brał udział w organizacji Tymczasowego wyższego zarządu cerkiewnego na południowym wschodzie Rosji. W roku następnym wyemigrował z Rosji, żył kolejno w Stambule, Królestwie SHS, od 1925 w Bułgarii. Do 1926 zasiadał w Synodzie Rosyjskiego Kościoła Prawosławnego poza granicami Rosji, z którym ostatecznie zerwał, uznając głoszoną przez jego zwierzchnika, metropolitę Antoniego (Chrapowickiego), naukę o odkupieniu za heretycką. Od 1931 żył we Francji jako pustelnik w grocie nad Loarą, pod opieką dwóch Rosjanek.

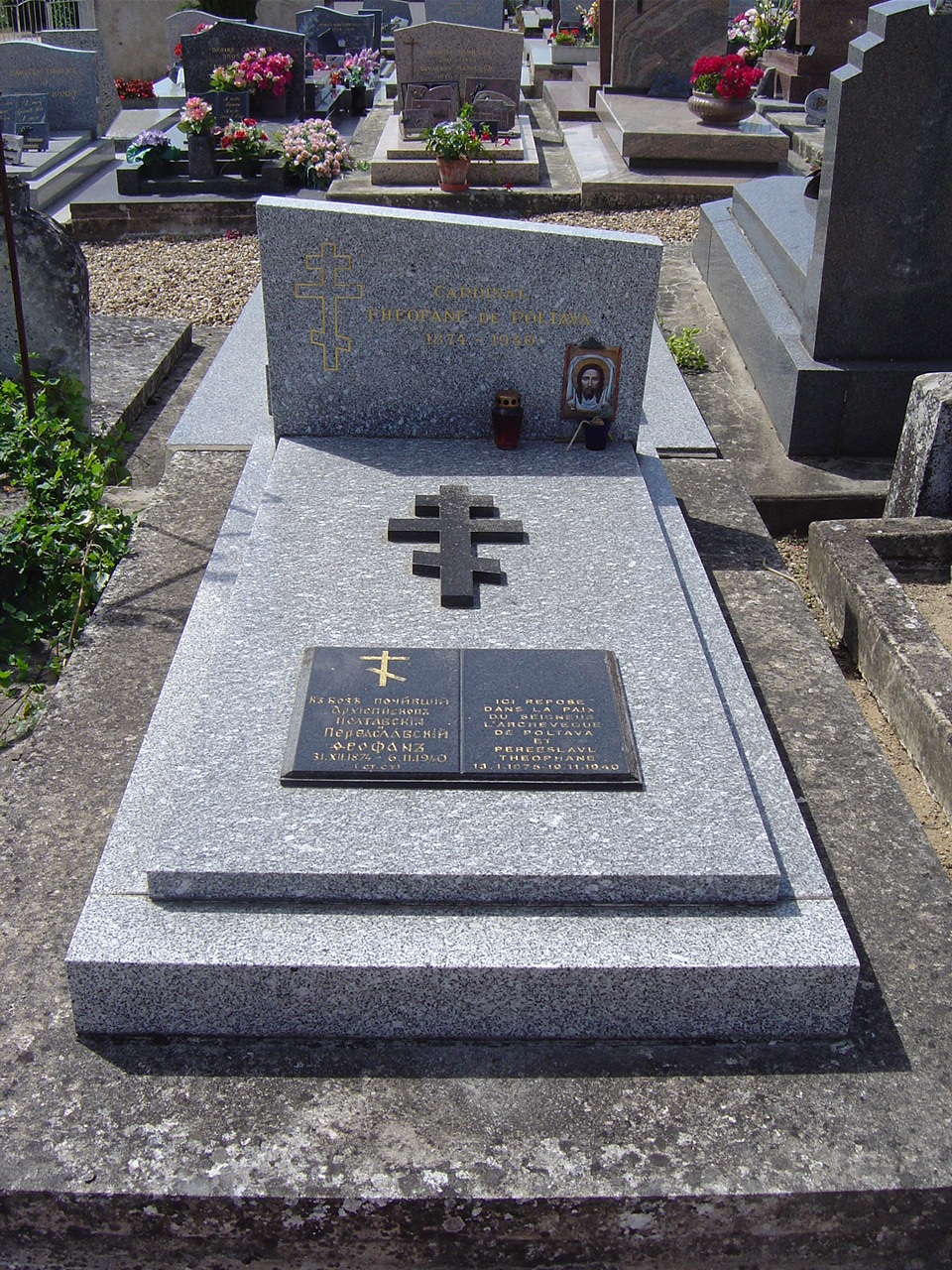
Grób arcybiskupa Teofana w Limeray

Zmarł w 1940 i został pochowany na cmentarzu komunalnym w Limeray. W 2022 r. jego szczątki został ekshumowane i przewiezione do Ławry Aleksandra Newskiego w Petersburgu. 
Jego uczniem duchowym był późniejszy biskup Rosyjskiego Kościoła Prawosławnego poza granicami Rosji Joazaf (Skorodumow).